# Hermine Hoffmann
Hermine Hoffmann (* 11. Juli 1857 in München; † 22. Oktober 1945 ebenda) war eine Gönnerin und persönliche Verehrerin Adolf Hitlers. Im Völkischen Beobachter wurde sie als „Frau Direktor Hoffmann“ tituliert.

## Beziehung zu Adolf Hitler
Hermine Hoffmann war mit einem Oberstudiendirektor verheiratet. Seit dem Jahr 1907 verwitwet, betrieb sie in Solln eine Pension. Im Ersten Weltkrieg versorgten viele Frauen im Rahmen freiwilliger Patenschaften Soldaten im Feld mit Kleidern, selbst gestrickten Strümpfen oder Lebensmitteln. Hoffmann wurde der Gefreite Adolf Hitler zugeteilt. Aus der Patenschaft entwickelte sich eine enge Freundschaft, die bis 1945 fortbestand. Hermine Hoffmann wurde zu einer wichtigen Gönnerin und glühenden persönlichen Verehrerin Hitlers.

## Mitgliedschaft in der DAP bzw. NSDAP
Hermine Hoffmann fand durch Hitler sehr schnell auch Gefallen an der Deutschen Arbeiterpartei (DAP), die am 24. Februar 1920 in Nationalsozialistische Deutsche Arbeiterpartei (NSDAP) umbenannt wurde. Sie war eine frühe Parteigängerin und trat nach eigenen Angaben in die DAP mit der „alten Nr. 10“ ein. Nachweisbar ist, dass Hoffmann bereits Ende des Jahres 1919 Parteimitglied war und sie auch eine glühende Anhängerin der „hehren Gedanken“ der Partei war. Sie wurde von Hitler persönlich per Handschlag zum 4. April 1925 in die neu gegründete NSDAP aufgenommen (Mitgliedsnummer 584). Hoffmann war im Jahr 1920 Mitbegründerin der NSDAP-Ortsgruppe und der NS-Frauenschaft in Solln. Darüber hinaus war sie Gründerin der NSDAP-Frauenschaft Gau München-Oberbayern. Hitler logierte seit Anfang der 1920er Jahre öfter bei ihr in Solln und aß bei ihr zu Mittag. Sie versorgte seine Garderobe und unterstützte ihn auch finanziell. Ihre Pension stand den Teilnehmern des Hitlerputsches 1923 als Informations- und Befehlszentrale zur Verfügung und danach als Fluchtunterkunft.

## Hoffmanns Rolle nach dem Hitlerputsch
Nach dem Putsch, als Hitler in Landsberg am Lech in Festungshaft war, besuchte sie ihn siebenmal in der Hitlerzelle. Auch nach seiner Haftentlassung blieb Hoffmann Hitler treu ergeben. Am 11. Juli 1933 ernannte dieser sie zur Ehrenvorsitzenden der NS-Frauenschaft. Hitler besuchte Hoffmann regelmäßig persönlich, insbesondere zu ihren Geburtstagen, oder ließ ihr Glückwünsche überbringen. Sie wurde zu allen Veranstaltungen der NSDAP in München eingeladen, an denen sie häufig auch teilnahm. Am 2. Januar 1943 erhielt Hoffmann das Goldene Parteiabzeichen der NSDAP. Sie überlebte Hitler und verstarb 88-jährig am 22. Oktober 1945 in München-Solln.

## Rezeption
Die Historikerin Susanne Meinl sieht Hoffmann als eine der fünf Münchner „alten Kämpferinnen“, die Adolf Hitler auf dem Weg zur Spitze finanziell förderten und persönlich unterstützten. Neben Elisabeth von Ardenne und Hermine Hoffmann als zwei ältere Damen, die in den ersten Mitgliederlisten der DAP und der NSDAP häufig vorkommen, sieht sie in dieser Reihe noch Hildegard Königsbauer, Adelheid Klein und Maria Wutz. Adolf Hitler habe ab Ende der 1920er Jahre hauptsächlich in den Münchner Salons von Helene Bechstein und Elsa Bruckmann verkehrt und bedurfte seitdem nicht mehr so sehr der finanziellen Unterstützung durch Hoffmann. Dennoch habe er sie auch weiterhin zu seinen engsten persönlichen Freundinnen gezählt und sie regelmäßig besucht.
Für Adolf Hitler – seine Mutter Klara Hitler war bereits am 21. Dezember 1907 verstorben – sei Hermine Hoffmann wohl eine Art „Mutterersatz“ gewesen, was auch dadurch unterstützt werde, dass der Volksmund sie als Hitler-Mutter, Hitler-Mutti oder Hitler-Mutterl bezeichnete. Adolf Hitler musste sich nach Berichten von Zeitzeugen auch hin und wieder Strafpredigten von Hermine Hoffmann anhören. Heike B. Görtemaker dagegen behandelt Hoffmann in ihrer Veröffentlichung Hitlers Hofstaat. Der innere Kreis im Dritten Reich und danach nur am Rande.